# PattiSue Plumer
PattiSue Plumer (Covina, 27 de abril de 1962) es una atleta estadounidense retirada especializada en la prueba de 3000 m, en la que consiguió ser medallista de bronce mundial en pista cubierta en 1985.

## Carrera deportiva
En los Juegos Mundiales en Pista Cubierta de 1985 ganó la medalla de bronce en los 3000 metros, con un tiempo de 9:12.12 segundos, tras la canadiense Debbie Scott y la italiana Agnese Possamai.